# 阿什兰县机场
阿什兰县機場（英語：Ashland County Airport）是美国俄亥俄州阿什兰县的一家民用机场。机场位于阿什兰市东北3.5英里处(5.6千米)。

## 设施和航空器
阿什兰县机场海拔约1,206英尺 (368米)，设有一条长度为3,502英尺，宽度75英尺，标记为01/19的沥青跑道(1,067米 x 23米)。
自2009年4月19日开始的12个月内，机场共有49,240架次起落，平均每日134次。其中96%为通用航空，3%为空中的士以及1%的军事航班。共有37架飞机停放在此机场，其中89%为单引擎飞机，另外11%多引擎。